# Luca Di Napoli
Luca Di Napoli, nome artístico de Luca Vanacore (Nápoles, 6 de março de 1978), é um artista italiano, DJ e produtor musical dos gêneros House, Techno e Tech House, radicado no Rio de Janeiro, Brasil.

## Biografia
Nascido em Castellammare di Stabia, na província de Nápoles, Itália, aprendeu a discotecar com o irmão mais velho e quando, em 2000, mudou-se para o Brasil, já era profissional.

### Carreira
Ao longo de sua carreira atuou como DJ Residente de diversos clubes/eventos, e com respeitado trabalho de direção artística foi um dos responsáveis pelo crescimento da música eletrônica na cena carioca
Foi residente de um dos principais clubes de música eletrônica do Brasil, a Pacha Búzios, da renomada marca internacional Pacha originária de Ibiza, Espanha.
Como DJ, além de se apresentar em solo brasileiro pelas principais cidades do país, passou por países como África do Sul, Argentina, Alemanha, Espanha, Estados Unidos, Filipinas, Guadeloupe, Itália, Malásia, México, St Kitts, Sri Lanka, Tailândia e Vietnã . Mas foi quando se apresentou em uma festa do Big Brother Brasil que alcançou maior popularidade.
Durante os anos de carreira se apresentou ao lado dos principais DJs mundiais, como: Carl Cox, Avicii, Dimitri Vegas & Like Mike, Above and Beyond, Paul Van Dyk, Steve Angello, Axwell, Mark Knight, Sebastian Ingrosso, Bob Sinclair,  Pete Tong, Joe T Vannelli, Chuckie, Martin Ikin, David Penn, Otto Knows, An21, Gio Di Leva, Laidback Luke, Tocadisco, David Tort, Eddie Halliwel, Funkagenda, Kurd Maverick, Tom Novy, Tom Craft, Dave Dresden, Tara McDonald, Lisa Shaw, Shawnee Taylor, Harry Romero, Marcos Carnaval, Christian Smith, Chopstick, Manuel De La Mare, Oliver Klein, Alex Bau, Miss Nine, Simone Vitullo, Sharam, Reebot, Robert Babicz, entre outros.

## Principais Eventos
- Skol Rio 2003, Rio de Janeiro, RJ.
- Ultra Music Festival Brasil, Rio de Janeiro, RJ.
- House Connection Festival, Rio de Janeiro, RJ.
- Pacha Ibiza World Tour: 40 anos, Rio de Janeiro, RJ.
- Federal Music, Brasília, DF.
- Bloco AME, Rio de Janeiro, RJ.

## Discografia e Remixes
- 2009: Christian Fischer - Othilie (Luca Di Napoli Remix), Definition Records.[7]
- 2009: Marcos Carnaval & Paulo Jeveaux - Dance with me Feat. Tania Marissa, UC Music.[8]
- 2011: Marcos Carnaval & Luca di Napoli - 808, UC Music.[9]
- 2013: Luca di Napoli - The Love Strings, Moove Records. [10]
- 2013: Luca di Napoli & Gio di Leva - Space (All I Need), Netswork Records.[11]
- 2014: Christian Fischer - Ta Bueno Ya (Luca di Napoli Remix), Decide.[12]
- 2014: Lipous - Love on the Line Feat. Kristina Antuna (Luca di Napoli Remix), DJ Center Records.[13]
- 2015: Marcos Carnaval - Push The Feeling On (feat. Olivia Cipolla) - Luca di Napoli Remix, Tommy Boy.[14]
- 2015: Lipous - Love on the Line Feat. Kristina Antuna (Luca di Napoli Remix), DJ Center Records.[15]
- 2020: Luca di Napoli & Felipe Fella - Rastaman, Muzika Records.[16]
- 2020: Luca di Napoli & Felipe Fella - Power, Muzika Records.[17]
- 2020: Luca di Napoli & Felipe Fella - Get My Love, Ole Rec.[18]
- 2020: Luca di Napoli & Felipe Fella - Back in time, Porky Records.[19]
- 2020: Luca di Napoli & Felipe Fella - Check This, Play My Tune.[20]
- 2021: Luca di Napoli - Your Love, Play My Tune[21]
- 2021: Luca di Napoli - I Have A Dream, Play My Tune[22]

## Prêmios e indicação a premiações
- DJ Sound Awards 2011 - Finalista da Categoria Revelação DJ de Rio de Janeiro[23]
- DJ Sound Awards 2012 - Finalista da Categoria DJ Cena RJ[24]
- DJ Sound Awards 2013 - Finalista da Categoria DJ Cena RJ[25]